# Чэнь Цзяхуа
Чэнь Цзяхуа́ (кит. трад. 陳嘉樺, пиньинь Chén Jiāhuà, род. 18 июня 1981, Линьло, уезд Пиндун), также известная под англоязычным псевдонимом Элла Чэнь (англ. Ella Chen) — тайваньская певица, входящая в состав группы S.H.E.

## Карьера
Закончила старшие классы средней школы, но, несмотря на страстную влюблённость в музыку, в музыкальный университет она не поступила. 8-го августа 2000 года HIM International Music объявило о начале конкурса «Universal 2000 Talent and Beauty Girl Contest» для того, чтобы найти новых талантливых музыкантов, готовых с ними сотрудничать. Когда она поехала с сестрой в Тайбэй на праздник, она узнала, что её старшая сестра зарегистрировала её на этом конкурсе. Она была так испугана длинной очередью из кандидатов, что чуть не сбежала ещё перед первым туром. Но сестра убедила её остаться. Глубокий голос Эллы понравился судьям конкурса и помог ей дойти до конца конкурса.
После окончания состязания Элла возвратилась к своей учёбе в родном городе, но однажды она получила звонок от HIM International, приглашающий её на дополнительное прослушивание. После того, как записи этого прослушивания были сделаны, Элла подписала с HIM International контракт и стала участницей новой женской группы S.H.E. Когда Элла подписывала контракт, в HIM решили, что подпись слишком простая, поэтому во время первых концертов S.H.E Элла раздавала автографы, в которых использовала последний иероглиф имени, «樺» (пиньинь: huà). Однако, по мере того, как на автограф-сессии S.H.E. стало приходить всё больше людей, Элла вернулась к более простой английской подписи.